# Psalm 112

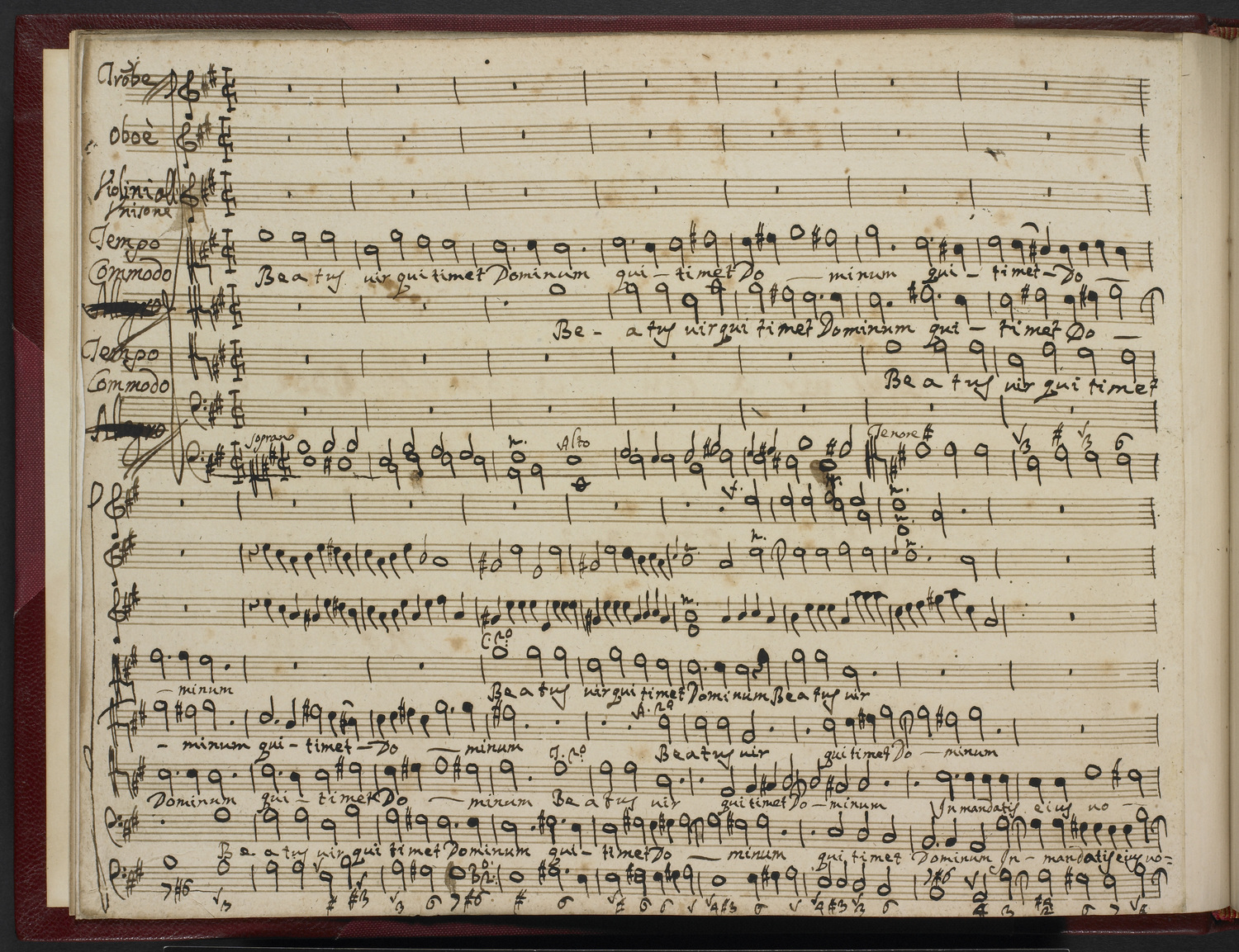
Handschrift des Komponisten zu einer Vertonung durch Carlo Cotumacci

Der 112. Psalm ist ein biblischer Psalm aus dem fünften Buch des Psalters. Er lässt sich als Weisheitspsalm charakterisieren und weist inhaltliche Beziehungen zu Psalm 1 und vor allem Psalm 111 auf, mit dem er die alphabetische Zeilenanordnung im hebräischen Original teilt.

## Bemerkungen
Die Aussage, die in Psalm 111,3  über Gottes Herrlichkeit und Pracht sowie seine Gerechtigkeit, gemacht wird, wird im dritten Vers dieses Psalms auf die Frommen (Gottesfürchtigen) bezogen. Diese sollen ebenso „Reichtum und Fülle“ haben und in ihrem Haus soll „die Gerechtigkeit ewiglich bleiben“. Gerechtigkeit meint dabei nicht nur das Befolgen der Gebote Gottes, sondern schließt auch den Segen ein, mit dem dieses durch Gott belohnt wird.
Die einzelnen Verszeilen folgen im Originaltext dem hebräischen Alphabet (sog. Akrostichon). Ähnliche Dichtungsformen lassen sich bei einer Reihe weiterer Psalmen (Psalm 9 und 10, 25, 34, 37, 111, 119 und 145) oder auch in Abschnitten aus anderen Büchern der Bibel (Sprüche 31,10–31  oder den ersten vier Kapiteln der Klagelieder Jeremias) finden.
Nach der griechischen Zählung der Septuaginta, die auch von der lateinischen Vulgata verwendet wird, trägt der Psalm die Nummer 111.

## Rezeption
Die Vesperae solennes de Dominica (KV 321, 1779) sowie die Vesperae solennes de Confessore (KV 339, 1780) von Wolfgang Amadeus Mozart enthalten unter anderem jeweils eine Vertonung des Psalm 112.
Von Antonio Salieri ist die Vertonung Beatus vir, qui timet Dominum D-Dur für zwei Tenöre, vierstimmigen Chor und Orchester überliefert.